# Flecha Valona Feminina
A Flecha Valona Feminina (oficialmente e em francês: La Flèche Wallonne Femmes) é uma corrida profissional feminina de ciclismo de estrada de um dia que se disputa anualmente na região das Ardenas na Bélgica. É a versão feminina da corrida do mesmo nome e celebra-se ao igual que sua homónima, durante a primavera europeia belga, entre a Amstel Gold Race feminina e a Liège-Bastogne-Liège Feminina como parte da conhecida Trilogia das Ardenas.
A sua primeira edição correu-se em 1998, sendo desde 1999 prova pontuável para a Copa do Mundo feminina e desde 2016 faz parte do UCI World Tour Feminino criado nesse ano.
O percurso tem um comprimento de aproximadamente a metade que a sua homónima masculina como começa diretamente em Huy ainda que com similares características.

## Palmarés
| Ano  | Vencedor               | Segundo                | Terceiro               |
| ---- | ---------------------- | ---------------------- | ---------------------- |
| 1998 | Fabiana Luperini       | Pia Sundstedt          | Catherine Marsal       |
| 1999 | Hanka Kupfernagel      | Edita Pučinskaitė      | Cindy Pieters          |
| 2000 | Geneviève Jeanson      | Pia Sundstedt          | Fany Lecourtois        |
| 2001 | Fabiana Luperini       | Anna Millward          | Trixi Worrack          |
| 2002 | Fabiana Luperini       | Lyne Bessette          | Priska Doppmann        |
| 2003 | Nicole Cooke           | Sue Palmer-Komar       | Oenone Wood            |
| 2004 | Sonia Huguet           | Hanka Kupfernagel      | Edita Pučinskaitė      |
| 2005 | Nicole Cooke           | Oenone Wood            | Judith Arndt           |
| 2006 | Nicole Cooke           | Judith Arndt           | Trixi Worrack          |
| 2007 | Marianne Vos           | Nicole Cooke           | Judith Arndt           |
| 2008 | Marianne Vos           | Marta Bastianelli      | Judith Arndt           |
| 2009 | Marianne Vos           | Emma Johansson         | Claudia Häusler        |
| 2010 | Emma Pooley            | Nicole Cooke           | Emma Johansson         |
| 2011 | Marianne Vos           | Emma Johansson         | Judith Arndt           |
| 2012 | Evelyn Stevens         | Marianne Vos           | Linda Villumsen        |
| 2013 | Marianne Vos           | Elisa Longo Borghini   | Ashleigh Moolman Pasio |
| 2014 | Pauline Ferrand-Prévot | Lizzie Armitstead      | Elisa Longo Borghini   |
| 2015 | Anna van der Breggen   | Annemiek van Vleuten   | Megan Guarnier         |
| 2016 | Anna van der Breggen   | Evelyn Stevens         | Megan Guarnier         |
| 2017 | Anna van der Breggen   | Lizzie Deignan         | Katarzyna Niewiadoma   |
| 2018 | Anna van der Breggen   | Ashleigh Moolman Pasio | Megan Guarnier         |
| 2019 | Anna van der Breggen   | Annemiek van Vleuten   | Annika Langvad         |
| 2020 | Anna van der Breggen   | Cecilie Uttrup Ludwig  | Demi Vollering         |
| 2021 | Anna van der Breggen   | Katarzyna Niewiadoma   | Elisa Longo Borghini   |
| 2022 | Marta Cavalli          | Annemiek van Vleuten   | Demi Vollering         |
| 2023 | Demi Vollering         | Liane Lippert          | Gaia Realini           |
| 2024 | Katarzyna Niewiadoma   | Demi Vollering         | Elisa Longo Borghini   |
| 2025 |                        |                        |                        |

### Vitórias múltiplas
| Vitórias | Ciclista                   | Edições                                  |
| -------- | -------------------------- | ---------------------------------------- |
| 7        | Anna van der Breggen (NED) | 2015, 2016, 2017, 2018, 2019, 2020, 2021 |
| 5        | Marianne Vos (NED)         | 2007, 2008, 2009, 2011, 2013             |
| 3        | Fabiana Luperini (ITA)     | 1998, 2001, 2002                         |
| 3        | Nicole Cooke (GBR)         | 2003, 2005, 2006                         |

### Palmarés por países
Atualizado após edição de 2024
| País           | Vitórias |
| -------------- | -------- |
| Países Baixos  | 13       |
| Reino Unido    | 4        |
| Itália         | 4        |
| França         | 2        |
| Canadá         | 1        |
| Alemanha       | 1        |
| Estados Unidos | 1        |
| Polónia        | 1        |